# Hampton-Fundy-St. Martins
Circonscription électorale provinciale du Canada
Hampton-Fundy-St. Martins (auparavant Hampton) est une circonscription électorale provinciale du Nouveau-Brunswick représentée à l'Assemblée législative depuis 2014.

## Géographie
La circonscription comprend :
- une partie des villes de Saint-Jean, Quispamsis et Rothesay ;
- la ville de Hampton ;
- le village de Nauwigewauk ;
- les communautés de Titusville, Lakeside, Damascus, Black River et Barnesville.

## Liste des députés
| Législature                                                                                              | Années       | Député | Député        | Parti                     |
| --- | ------------ | ------ | ------------- | ------------------------- |
| Hampton Circonscription issue de Hampton-Kings, Saint John-Fundy, Saint-Jean-Est, Quispamsis et Rothesay |              |        |               |                           |
| 58e | 2014-2018    |        | Gary Crossman | Progressiste-conservateur |
| 59e | 2018-2020    |        | Gary Crossman | Progressiste-conservateur |
| 60e | 2020-2024    |        | Gary Crossman | Progressiste-conservateur |
| Hampton-Fundy-St. Martins                                                                                |              |        |               |                           |
| 61e | 2024-présent |        | John Herron   | Libéral                   |